# Siège de Kamakura (1333)
Pour les articles homonymes, voir Siège de Kamakura (1526).
Guerre de Genkō
Le siège de Kamakura de 1333 est une bataille de la guerre de Genkō qui marque la fin de la puissance du clan Hōjō, qui domine la régence du shogunat de Kamakura depuis plus d'un siècle. Les forces loyales à l'empereur Go-Daigo emmenées par Nitta Yoshisada entrent dans la ville en provenance de plusieurs directions et la détruisent. Finalement, les chefs Hōjō se retirent au Tōshō-ji, leur temple familial, où ils se suicident avec le reste du clan.

## Contexte
Pendant dix jours, Nitta, à la tête des loyalistes impériaux mène une rapide campagne dans le pays avant d'atteindre les abords de Kamakura. Après que la bataille de Bubaigawara a pris fin deux jours auparavant, les forces Hōjō se précipitent à Kamakura pour consolider les défenses. Nitta les poursuit et divise ses forces en trois armées, entourant ainsi complètement les côtés vers la terre de la ville. Seul le côté vers la mer, fortifié par les navires des Hōjō, reste ouvert.

## La bataille pour Kamakura
Les collines qui entourent la capitale shogunale de Kamakura comptent sept cols (voir les sept entrées de Kamakura), chacun avec des points de contrôle gardés. Nitta Yoshisada attaque par l'est et le nord, divise ses forces en trois et passe par les cols de Gokuraku, de Kewaizaka et de Kamegayatsu. Cependant, après plusieurs heures de combats, peu de progrès sont accomplis en vue de la ville, notamment sur les cols de l'ouest près du Gokuraku-ji, gardé par des rangées de palissades en bois. Nitta se rend compte que le Gokuraku-ji peut être contourné en contournant le cap où le promontoire Inamuragasaki s'avance dans l'eau. Cependant, les flots sont défendus par les navires Hōjō, rendant l'approche impossible sans de lourdes pertes. Selon les chroniques, Nitta jette son épée dans la mer comme une offrande à Amaterasu, la déesse du Soleil d'Ise, et la mer s'ouvre comme par miracle et dégage une plage assez large pour que l'armée de Nitta la traverse,.
Les forces loyales à l'empereur sont ainsi en mesure d'entrer dans la ville et commencent à repousser les Hōjō qui sont finalement contraints de se retirer dans une grotte, située derrière le Tōshō-ji, où ils se suicident.

## Source de la traduction
- (en) Cet article est partiellement ou en totalité issu de l’article de Wikipédia en anglais intitulé « Siege of Kamakura (1333) » (voir la liste des auteurs).